# Fiserv Forum
Fiserv Forum is een multifunctionele arena in het centrum van Milwaukee, Wisconsin . Het is de thuisbasis van de Milwaukee Bucks van de National Basketball Association (NBA) en het Marquette Golden Eagles-basketbalteam voor heren van Marquette University. De bouw van de arena begon op 18 juni 2016. De arena werd geopend op 26 augustus 2018.

## Concerten
De Fiserv Forum is naast een basketbalarena ook, de bekendste arena van de staat Wisconsin. Talrijke bekende artiesten gaven er al concerten: Fleetwood Mac, Justin Timberlake, J Balvin, Maroon 5, The Killers, Eagles, Foo Fighters, Travis Scott, Volbeat, P!nk, Shawn Mendes, Ariana Grande, John Mayer, Jonas Brothers, Miranda Lambert, Elton John, Céline Dion, The Chainsmokers, The Lumineers.